# بنزوتری‌ئین
بنزوتری‌ئین (انگلیسی: Benzotriyne) یک ترکیب شیمیایی و دگرشکل فرضی کربن با فرمول شیمیایی C۶ است. این ترکیب شامل یک حلقه شش عضوی شامل کربن است که به صورت یک در میان با پیوندهای یگانه و سه گانه به هم متصل شده‌اند.